# Steingrab von Falkenhagen
Das Steingrab von Falkenhagen war eine megalithische Grabanlage der Jungsteinzeit bei Falkenhagen (Mark) im Landkreis Märkisch-Oderland (Brandenburg). Über das Grab selbst, das wohl im 19. Jahrhundert zerstört wurde, liegen keine näheren Informationen vor. Es ist daher unklar, ob es sich um ein Großsteingrab oder eine kleinere Steinkiste gehandelt hat. Um 1867 wurden aus der Anlage zwei Feuerstein-Geräte geborgen. Bei dem ersten handelt es sich um einen überschliffenen Meißel mit rechteckigem Querschnitt. Er ist 14 cm lang, 2 cm breit und 1,2 cm hoch. Der Meißel ist wohl der Kugelamphoren-Kultur zuzuordnen und befindet sich heute in der Sammlung des Märkischen Museums in Berlin. Der zweite Gegenstand war ein Beil, zu dem keine genaue Beschreibung vorliegt. Es kam in den Besitz des Pfarrers von Falkenhagen und ist heute verschollen.